# Centre correctionnel de Hartford
 (septembre 2024).
Hartford Correctional Center
Le centre correctionnel de Hartford (en anglais : Hartford Correctional Center) est une prison américaine située à Hartford, dans le comté du même nom et dans le Connecticut. Il est administré par le Département des services correctionnels du Connecticut (en).

## Histoire
L'établissement, qui est l'un des 18 établissements correctionnels du Connecticut, ouvre en 1977, son premier directeur étant Richard Wezowicz.

## Détenus notables
Eyad Alrababah est arrêté à la suite des attentats du 11 septembre et détenu comme témoin matériel dans l'établissement après avoir volontairement contacté le FBI pour fournir des informations. Il est détenu au centre correctionnel pendant une vingtaine de jours en isolement, est soumis à de multiples fouilles corporelles et n'est présenté devant un juge qu'un mois plus tard, selon Human Rights Watch.

## Événements notables
En 1980, le centre correctionnel est poursuivi en justice par un groupe de détenus placés en détention provisoire et de détenus condamnés pour qui accusent l'établissement pour avoir été exposés à la tuberculose et à d'autres agents pathogènes transmissibles ainsi que pour surpopulation,. Dans l'affaire Lareau v. Manson, la Cour de district pour le district of Connecticut (en) a jugé que la surpopulation de l'établissement violait le droit des détenus à un procès équitable et à ne pas subir de châtiments cruels et inhabituels, et que l'absence de procédures de dépistage des maladies contagieuses violait tous les droits constitutionnels des détenus de l'établissement.
En mars 2016, l'organisation de budget participatif Hartford Decide$ met un lieu de vote dans l'établissement afin que les détenus puissent voter sur la manière dont l'argent de la ville est dépensé,.
Toujours en 2016, l'un des agents correctionnels de l'établissement est accusé de deux chefs d'agression sexuelle sur des détenus.

## La prison dans l'art et la culture
Ravi Shankar (en), poète et ancien professeur d'anglais à la Central Connecticut State University (en), a passé du temps dans l'établissement, rédigeant un éditorial sur ses expériences pour le Hartford Courant.
En 2017, Frontline et le New York Times ont collaboré sur un documentaire diffusé sur le réseau PBS intitulé Life on Parole, qui présente un ancien détenu du centre correctionnel, Errol Brantley Jr., et sur ses difficultés pendant sa libération conditionnelle,.